# والنوکتامید
والنوکتامید (به انگلیسی: Valnoctamide)
رده درمانی: داروهای ضد صرع .
اشکال دارویی: قرص

## موارد مصرف
والنوکتامید یک داروی آرام‌بخش ، خواب‌آور است که در درمان صرع و دردهای نوروپاتیک مصرف میشود.
والنوکتامید با شناسه پاب‌کم ۲۰۱۴۰ ایزمر ساختمانی والپرومید است. که جرم مولی آن ۴۷۴٫۳۲ g/mol می‌باشد. شکل ظاهری این ترکیب، بلورهای سفید است.